# Cuereta del Mekong
La cuereta del Mekong (Motacilla samveasnae) és un ocell de la família dels motacíl·lids (Motacillidae).

## Hàbitat i distribució
Habita zones humides del nord-est de Cambotja, sud de Laos i sud-est de Tailàndia.